# العلاقات الأردنية الفيجية
العلاقات الأردنية الفيجية هي العلاقات الثنائية التي تجمع بين الأردن وفيجي.

## مقارنة بين البلدين
هذه مقارنة عامة ومرجعية للدولتين:
| وجه المقارنة                                              | الأردن                   | فيجي                                                                 |
| --------------------------------------------------------- | ------------------------ | -------------------------------------------------------------------- |
| المساحة (كم2)                                             | 89.34 ألف                | 18.27 ألف                                                            |
| عدد السكان (نسمة)                                         | 9.81 مليون               | 915.30 ألف                                                           |
| الكثافة السكانية (ن./كم²)                                 | 109.81                   | 50.1                                                                 |
| العاصمة                                                   | عمان                     | سوفا                                                                 |
| اللغة الرسمية                                             | اللغة العربية            | لغة إنجليزية، اللغة الفيجية، اللغة الفيجي الهندية، اللغة الهندستانية |
| العملة                                                    | دينار أردني              | دولار فيجي                                                           |
| الناتج المحلي الإجمالي (بليون دولار)                      | 40.07 مليار              | 5.06 مليار                                                           |
| الناتج المحلي الإجمالي (تعادل القوة الشرائية) بليون دولار | 82.80 مليار              | 8.32 مليار                                                           |
| الناتج المحلي الإجمالي الاسمي للفرد دولار أمريكي          | 4.94 ألف                 | 4.96 ألف                                                             |
| الناتج المحلي الإجمالي للفرد دولار أمريكي                 | 12.05 ألف                | 8.79 ألف                                                             |
| مؤشر التنمية البشرية                                      | 0.748                    | 0.727                                                                |
| رمز المكالمات الدولي                                      | +962                     | +679                                                                 |
| رمز الإنترنت                                              | .jo                      | .fj                                                                  |
| المنطقة الزمنية                                           | ت ع م+02:00، ت ع م+03:00 | ت ع م+12:00                                                          |

## منظمات دولية مشتركة
يشترك البلدان في عضوية مجموعة من المنظمات الدولية، منها:
| علم المنظمة | اسم المنظمة                               | تاريخ انضمام الأردن | تاريخ انضمام فيجي |
| ----------- | ----------------------------------------- | ------------------- | ----------------- |
|             | الاتحاد البريدي العالمي                   | ?                   | ?                 |
|             | يونسكو                                    | 14 يونيو 1950       | 14 يوليو 1983     |
|             | البنك الدولي للإنشاء والتعمير             | 29 أغسطس 1952       | 28 مايو 1971      |
|             | منظمة التجارة العالمية                    | ?                   | ?                 |
|             | وكالة ضمان الاستثمار متعدد الأطراف        | 12 أبريل 1988       | 24 سبتمبر 1990    |
|             | الاتحاد الدولي للاتصالات                  | 20 مايو 1947        | 5 مايو 1971       |
|             | منظمة الشرطة الجنائية الدولية             | ?                   | ?                 |
|             | مؤسسة التمويل الدولية                     | 20 يوليو 1956       | 12 يوليو 1979     |
|             | الأمم المتحدة                             | 14 ديسمبر 1955      | 13 أكتوبر 1970    |
|             | مؤسسة التنمية الدولية                     | 4 أكتوبر 1960       | 29 سبتمبر 1972    |
|             | منظمة حظر الأسلحة الكيميائية              | ?                   | ?                 |
|             | المركز الدولي لتسوية المنازعات الاستشارية | 29 نوفمبر 1972      | 10 سبتمبر 1977    |

## وصلات خارجية
- موقع وزارة الخارجية الأردنية
- موقع وزارة الخارجية الفيجية